# Bagnoli di Sopra Cabernet riserva
Le Bagnoli di Sopra Cabernet riserva est un vin rouge italien de la région Vénétie doté d'une appellation DOC depuis le 16 août 1995. Seuls ont droit à la DOC les vins blancs récoltés à l'intérieur de l'aire de production définie par le décret. 

## Aire de production
Les vignobles autorisés se situent en province de Padoue dans les communes de Agna, Arre, Bagnoli di Sopra, Battaglia Terme, Bovolenta, Candiana, Due Carrare, Cartura, Conselve, Monselice, Pernumia, San Pietro Viminario, Terrassa Padovana et Tribano. Le vignoble Colli Euganei est à quelques kilomètres.
Voir aussi les articles Bagnoli di Sopra Cabernet classico  (aire de production limitée) et  Bagnoli di Sopra Cabernet. Le vieillissement légal est fixé à 24 mois.

## Caractéristiques organoleptiques
- couleur : rouge rubis tendant vers un rouge grenat avec le vieillissement
- odeur: vineux, caractéristique, s’intensifiant avec le vieillissement
- saveur: sec, plein, épicé, équilibré, légèrement tannique, velouté après vieillissement

Le Bagnoli di Sopra Cabernet riserva se déguste à une température de 14 à 16 °C et il se gardera 2 – 4 ans.

## Production
Province, saison, volume en hectolitres :
- aucun chiffre disponibile